# Осикове (Житомирський район)
Оси́кове —  село в Україні, у Житомирському районі Житомирської області. Входить до складу Харитонівської сільської громади. Населення становить 80 осіб.